# 李珊珊 (台灣模特兒)
李珊珊（1970年4月18日—），台灣的歐亞混血知名模特兒、藝人、台灣電視演員、台灣電影演員、電視節目主持人、《天母生態大地》ECO NATURE TIANMU 創辦人和執行長常年公益付出於都會自然生態保育,主要目標促進都市生物多樣性與生態多樣化, 無毒環境和降低光害, 以及推廣都市綠美化. 台北市野鳥學會救傷志工。《Sports Vanity》泳裝旅遊畫刊創意總監和發行人，現任凡妮帝國際有限公司 (VANITY MEDIA INTERNATIONAL COMPANY LTD) 執行長，出生於加拿大魁北克省蒙特婁，父親是台灣人，祖父李慶庚內蒙古人, 祖母李陳靜濤北京人，母親是加拿大魁北克人. 青少年時期住美國波士頓(Boston)兩年、聖塔菲(Santa Fe)新墨西哥州(New Mexico)一年、亞斯本(Aspen)科羅拉多州(Colorado)四年, 共住美國7年. 在19歲1989年回到亞洲各國發展專職模特兒的生涯包括台灣、東京、首爾、 新加坡、香港、曼谷, 當時基地在香港, 在1990年踏入台灣演藝圈。

## 早年生活
李珊珊出生於加拿大魁北克省的蒙特利爾（Montreal），父親 Jack Lee 是台灣人，籍貫遼寧省瀋陽市，母親 Helene Brunette 是有法國和蘇格蘭血統的加拿大魁北克人。李珊珊是獨生女，父母親在她兩歲半那年離婚，在1972跟隨著父親定居在台灣台北市瑞安街老家，李珊珊直到18歲才再次見到她母親，從小由外省籍的奶奶親手帶大，如同生母，李珊珊洋人外貌，但從小講著一口流利的國語，國小就讀台北市私立再興小學和北師專附小（現稱臺北市立教育大學附設實驗國民小學）。在1983年當時13歲移民至美國波士頓大姑姑家，接受美國教育，在波士頓不到一年就因父親工作關係搬遷至美國新墨西哥州聖塔菲市(Santa Fe)就讀聖塔菲國中（Santa Fe High School），國三那年與父親再次搬遷至美國科羅拉多州，滑雪勝地亞斯本（Aspen）城市居住。李珊珊獨立和自主的個性，無法再接受與他父親因飯店和郵輪管理工作到處搬遷，在15歲那年獨立門戶，獨自留在美國亞斯本市，嘗試各種工作來維持生計，從超市幫忙打包的小妹、高爾夫練習場的撿球車駕駛員、餐廳服務生、精品店的銷售員等兼職，半工半讀共四年，完成亞斯本高中（Aspen High School）在1989年高中畢業。一年之後李珊珊決定離開亞斯本市(Aspen)小鎮要追尋當服裝設計師的夢想，當她正籌備前往紐約市就讀Fashion Institute of Technology （FIT）時，有一天正在健身房運動，看到當時美國電視新聞一份報導，有關美國模特兒們紛紛前往經濟繁華的日本東京發展，賺取當時強勢的日幣。那時日本外籍模特兒工資是全球之冠，而這讓李珊珊轉移了目標，先賺取學費，再讀FIT的念頭，當時李珊珊已19歲連一張模特兒照都沒有。她自己知道有甜美的混血兒外貌和較好的身材比例，日本和亞洲絕對是她的市場，看完那份新聞報導讓她很有自信的踏上模特兒之路。在1989年買了回台灣的機票，準備去東京追尋當專職模特兒的目標。

## 模特兒和演藝事業
李珊珊自覺身高只有169cm 高度，難與歐美國際走秀模特兒身高相比，至少要176cm 的身高，她決定往平面、電視廣告，和演藝發展。在1989年從美國返回台灣追尋她到東京成為專職模特兒的目標，以她甜美又有親和力的外貌，加上中加混血的基因，較好的身材比例，和一口流利的標準國語，讓她相當受台灣大眾的歡迎與好奇，立即在台灣和亞洲闖出名號，回台灣不到幾個月內就成為平面和電視廣告的專職模特兒，拍下數十本服裝品牌目錄，接下了台灣雅芳(AVON)化妝品公司的丹妃玉雪（Preage）護膚系列電視廣告代言。台中市中友百貨電視廣告代言，等多支電視廣告，同時從模特兒走向電視螢光幕，從1990至1991年期間接下華視電視台《歡唱總動員》電視節目主持，與資深藝人趙樹海共同主持，同時也上過多次胡瓜主持的《百戰百勝》綜藝節目，那時台灣有線電視還是一片沙漠。在台灣模特兒市場和演藝界暖身一年後，在21歲那年放下台灣演藝事業前景和傳播公司給她的演藝合約，並獨自轉戰日本東京，與東京Elite and Folio Management模特兒公司簽下經紀合約，現稱Folio Management Inc，是日本最久的國際模特兒經紀公司。當時在日本的外籍模特兒工資是全球之冠，李珊珊(Lorie Lee)長期與日本最頂尖的國際時尚雜誌 25ans 合作拍攝，完成她在東京當職業模特兒的夢，也讓她嚐到當模特兒的甜頭，日本工作合約結束後李姍姍未返回紐約市就讀FIT專科學校，接著她與香港和新加坡凱嘉麗模特公司(Cal-Carries Models International)合作定居香港，曾經登上香港版的《柯夢波丹》(Cosmopolitan)國際時尚雜誌封面，那時國際時尚雜誌《Harper's Bazaar》和《Vogue》尚未進軍亞洲。李珊珊在韓國，新加坡，和泰國等亞洲國家持續了三年的專職模特兒工作，也讓她居住過亞洲各大城市，吸收不少人文，藝術，與國際觀。
李珊珊從資深模特兒成功轉型成藝人接下2005年台北國際家具展代言人和擔任2005年菲律賓觀光大使，也接下不少保養品代言之外，在2006年李珊珊首次電影演出《九降風》(Winds of September)，是一部台灣電影，飾演電影中角色鄭希彥的母親，鄭希彥由鳳小岳飾演。在2007年李珊珊在台灣電視節目偶像劇《放羊的星星》(My Lucky Star)中飾演跨國企業總裁威廉森夫人，也是她的戲劇處女作。李珊珊近年來經常受台灣訪談性電視節目專訪她個人的私生活，如《今夜女人幫》、《于美人節目》和《命運好好玩》等台灣電視節目專訪，以及《麻辣直通車》、《今晚誰當家》、《寶島大卡拉》和《女人要有錢》等台灣電視節目為特別來賓。2013年李珊珊接下英國皇室寢具品牌SAVOIR BEDS 的「皇室紀念床」代言活動，是英國倫敦著名傳其飯店SAVOY HOTEL指定寢具，跨越時空飾演17世紀亨利八世第二任妻子安妮博林皇后情境劇。李珊珊45歲生日當天收到大兒子自己純手製作的銀戒子和溫馨的生日卡，2015年4月19日蘋果日報即時新聞報導「資深混血女模李珊珊多年來她身材依然纖細火辣，她享受單身，和兩兒子一家三口悠閒生活。」

## 自行創業
在三年的專職模特兒工作讓李珊珊居住過新加坡、香港、日本、泰國和韓國，讓她吸收不少人文，藝術，與國際觀。1993年李珊珊23歲那年決定投入花藝事業，再次回到台灣長期定居創辦了台灣第一家花禮郵購公司(Park Avenue Floral Gift Services)，台北政商名流幾乎都是李珊珊的客戶，包括多數台灣前500大企業，外商公司，和國際精品包括 Cartier、Tiffany 以及 Bulgari。李珊珊持續經營花禮郵購公司至1999年，共經營了5年多。
2005年1月15日李珊珊發行了Sports Vanity泳裝旅遊畫刊，在台北101舉行了Sports Vanity畫刊發表會，一手包辦出版了個人寫真集，擔任總編輯和發行人，在泰國外島和馬爾地夫等地拍攝，當時已35歲的她育有兩子，身材依然火辣。李珊珊寫真集出刊後成為媒體界的新一代話題女王，她的畫刊所拍攝的比基尼照登上台灣各大電視新聞頻道，新聞週刊封面，和報紙，包括東森新聞，TVBS 新聞，中天新聞，三立新聞台，民視新聞台，TVBS週刊第395期封面，壹週刊第190期封面，自由時報，香港壹週刊，和蘋果日報等媒體接下許多廣告代言，包括2005年台北市世貿家具展代言人，和2005年菲律賓觀光旅遊活動代言。2005年6月17日李珊珊再次出刊SPORTS VANITY 與菲律賓觀光局合作推廣島嶼旅遊。在台北京華城辦簽書會，打扮成夏威夷女郎，被新浪娛樂票選為2005年6月20日最美女星。

## 電視劇與談話性節目
- 《風水有關係》              *《歡唱總動員》           *《新聞挖挖哇》
- 《命運好好玩》              *《今夜女人幫》           *《麻辣直通車》
- 《麻辣天后宮》              *《于美人節目》           *《今晚誰當家》
- 《女人要有錢》              *《寶島大卡拉》           *《放羊的星星》
- 《國民大會》                *《台灣大搜索》

## 影視
- 電視劇《放羊的星星》MY LUCKY STAR（2007年特別客串演出 威爾森夫人）
- 電影《九降風》WINDS OF SEPTEMBER（2008年飾演 阿彥媽）

## 私人生活
- 1995期間與嘉義富商贊泰建設集團少東邱偉倫交往，墜入愛河，邱偉倫母親蔡貴照是國泰人壽創辦人蔡萬春的長女，邱偉倫已婚身份曝光後不久李珊珊決定與他分手。那時李珊珊不知已懷孕。

- 1996年與邱偉倫產下一個男孩，事後邱偉倫冷漠無情，邱家人不聞不問，李珊珊與邱偉倫漸漸疏遠。李珊珊成了單親家庭之後持續經營了花禮郵購公司至1999年，共經營了5年。

- 1999年結識小兒子的生父，約會長達一年後才開始交往, 號稱做飛機零件和高科技產業，原本規劃奉子成婚, 最後還是防不勝防的一場感情騙局，同樣是未婚生子，小兒子生父造成李珊珊在感情上的覺醒。

- 2001年9月17日當時納莉颱風（Typhoon Nari）造成台北市有紀錄以來最慘的一次淹水災情，整個台北市變成水鄉澤國，李珊珊帶著大兒子涉水去醫院待產，在友人陪同下生下小兒子，讓李珊珊更不能原諒次子的生父。

- 2001-2003年懷孕期和兩個兒子年幼時曾經當過美語老師維持家庭開銷。

- 2002-2003年之間曾經一度是台北市有案底的低收入戶。

- 2004年8月5日李珊珊忍了8年委律師到法院按鈴控告，向贊泰建設公司少東邱偉倫提出確認親子關係訴訟，並要求給付兩千萬扶養費。

- 2006年6月2日李珊珊確認親子關係官司一審勝訴，由台北地方法院家事法庭宣判，除確認長子和邱偉倫的親子關係存在外，邱偉倫和李珊珊要共同按月給付扶養費至20歲成年。

- 2008年2月20日李珊珊二審再次獲勝，由台灣高等法院宣判，確認邱偉倫與長子親子關係存在，法官因而認定長子是邱偉倫的非婚生子，邱偉倫和李珊珊要共同按月給付長子扶養費至20歲成年。同樣李珊珊三審獲勝確認親子關係訴訟。

## 外部連結
- 《混血名模李珊珊粉絲團》的Facebook專頁
- 《李珊珊 Lorie Lee》的Facebook專頁
- 《天母生態大地 Eco Nature Tianmu》的Facebook專頁